# Uroobovella nahuelbutaensis
Uroobovella nahuelbutaensis es una especie de arácnido del orden Mesostigmata de la familia Urodinychidae.

## Distribución geográfica
Se encuentra en Chile.